# 尼日利亚沟壑侵蚀和流域管理项目
尼日利亚沟壑侵蚀和流域管理项目（Nigeria Erosion and Watershed Management Project (NEWMAP)），是世界银行援助尼日利亚的一个项目，旨在多维度地解决尼日利亚东南部的沟壑侵蚀危机和尼日利亚北部的土地退化问题。该项目是2010年由古德勒克·埃伯勒·乔纳森总统向世界银行提出的援助请求而产生。乔纳森总统请求世界银行协助解决尼日利亚南部严重的水沟侵蚀、尼日利亚北部的土地退化和环境不安全等问题。

## 背景

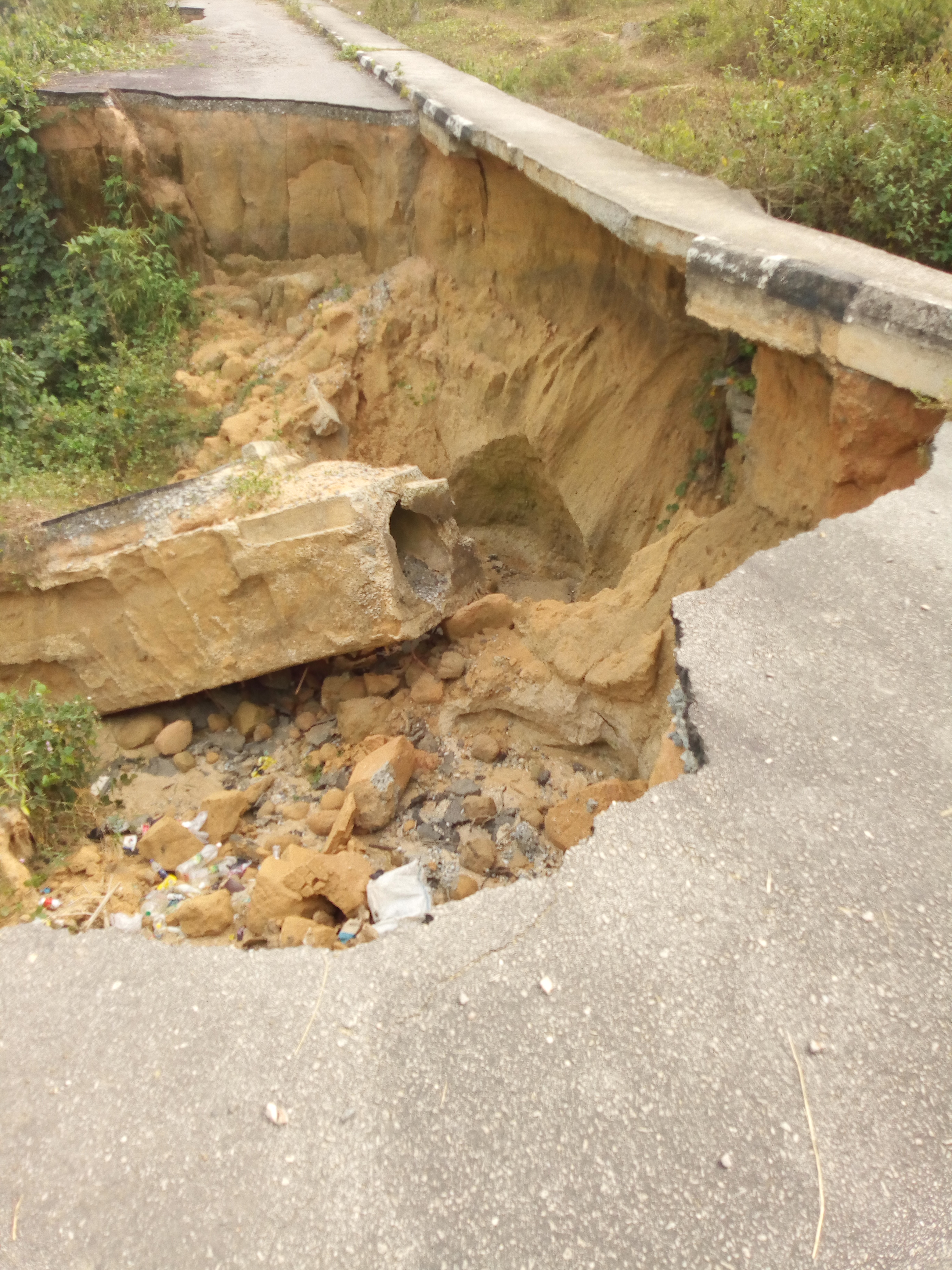
尼日利亚卡拉巴尔的一条沟壑

该项目于2012年5月8日获得批准，并于2013年9月16日开始运作，任命阿莫斯·阿布、露丝·简·肯尼迪-沃克、格兰特·米尔恩为组长，尼日利亚联邦环境部为执行机构，项目总成本为6.5亿美元，世界银行承诺金额为5亿美元。该项目为期八年，预计于2020年6月30日结束。
该项目于2013年开始全面运作，有七个试点州：阿比亚州、阿南布拉州、克罗斯河州、埃邦伊州、埃多州、埃努古州和伊莫州，这些州的基础设施和百姓生计受到沟壑侵蚀的威胁。2015年，该项目扩大到满足另外12个州的环境需求，包括三角州、奥约州、索科托州、贡贝州、高原州、科吉州、卡诺州、阿夸伊博姆州、博尔诺州、纳萨拉瓦州、卡齐纳州和尼日尔州。2018年6月27日，世界银行继续为该项目的推进提供额外贷款。